# Prez-sur-Marne
Pour les articles homonymes, voir Prez (homonymie).
Prez-sur-Marne est une ancienne commune française du département de la Haute-Marne en région Grand Est. C'est une commune associée de Bayard-sur-Marne depuis 1973.

## Géographie
Comme son nom l'indique, le village de Prez est situé sur la Marne, côté rive gauche.

## Toponymie
Prez ou Prades-sur-Marne, provient du latin prata pour « pré » ; cité en 1132 Preia, puis Pré sur Marne en 1793.

## Histoire
En 1789, ce village fait partie de la province de Champagne dans le bailliage de Chaumont et la prévôté de Wassy.
Le 1er janvier 1973, la commune de Prez-sur-Marne est rattachée sous le régime de la fusion-association à celle de Laneuville-à-Bayard qui devient Bayard-sur-Marne.

## Politique et administration
| Période                                  | Période | Identité                | Étiquette   | Qualité            |
| ---------------------------------------- | ------- | ----------------------- | ----------- | ------------------ |
|                                          |         | Alexandre Léon Bancelin | Républicain | Maître charpentier |
| Les données manquantes sont à compléter. |         |                         |             |                    |

| Période                                  | Période  | Identité           | Étiquette | Qualité |
| ---------------------------------------- | -------- | ------------------ | --------- | ------- |
|                                          | En cours | Francis BARTHELEMY |           |         |
| Les données manquantes sont à compléter. |          |                    |           |         |

## Démographie
| 1866 | 1872 | 1876 | 1881 | 1886 | 1891 | 1896 | 1901 | 1906 |
| ---- | ---- | ---- | ---- | ---- | ---- | ---- | ---- | ---- |
| 293  | 250  | 230  | 236  | 209  | 203  | 187  | 231  | 223  |

| 1911 | 1921 | 1926 | 1931 | 1936 | 1946 | 1954 | 1962 | 1968 |
| ---- | ---- | ---- | ---- | ---- | ---- | ---- | ---- | ---- |
| 211  | 158  | 154  | 132  | 133  | 137  | 148  | 153  | 226  |

## Lieux et monuments
- Église de la Conversion-de-Saint-Paul, construite au XIIe siècle